# 苜蓿内酯
苜蓿酚（Medicagol），又称苜蓿内酯，是属于香豆雌素类的多环芳族天然产物。

## 作用
- 具有雌性激素的活性。